# Handball Tilburg
Handball Tilburg is een Nederlandse handbalvereniging uit Tilburg. Op 9 juni 2020 werd de club opgericht en is hiermee een van de jongste handbalverenigingen van Nederland.

## Geschiedenis
Begin 2020 werd op initiatief van acht vriendinnen een handbalvereniging opgericht genaamd Handball Tilburg, mede omdat er geen handbalvereniging in Tilburg was en de dames niet meer mee mochten doen met de studentenverenigingen omdat zij al enige jaren waren afgestudeerd. De officiële oprichting vond plaats op 9 juni 2020, hiernaast vond op 1 september 2020 een onofficiële oprichting plaats.
Al snel groeide het ledenaantal naar zestig en deed Handball Tilburg de intrede in de competitie van het Nederlands Handbal Verbond met drie seniorenteams. In het seizoen 2020/2021 spelen zowel het eerste dames- als herenteam in de regionale tweede klasse.